# Sabato santo (album)
Sabato santo è il quarto album da solista del sassofonista italiano James Senese, pubblicato nel 2000.

## Tracce
Testi e musiche di James Senese.
1. Azteco blood – 6:26
2. Black mamba – 6:01
3. Chahida – 5:42
4. Mysterious to 167 – 4:53
5. Manama – 5:35
6. In my room – 4:11
7. Sabato santo – 6:02
8. Subway – 6:40

Durata totale: 45:30

## Musicisti
- James Senese — Sax tenore, Sax soprano, Basso elettrico, Voce
- Rino Zurzolo — Basso acustico
- Enrico 40 — Drum acustico
- Berg Campos — Percussioni
- Mazuk — Percussioni arabiche